# Lesní píseň (opera)
Lesní píseň (v ukrajinském originále Лісова пісня) je lyrická opera-féerie o třech dějstvích a pěti obrazech ukrajinského skladatele Vitalije Dmytrovyče Kyrejka na vlastní libreto podle stejnojmenného pohádkového dramatu Lesji Ukrajinky z roku 1912. Opera měla premiéru ve Lvově 27. května 1958.

## Vznik, historie a charakteristika opery
Kyrejka podle jeho slov vábila tvorba Lesjií Ukrajinky od dětství, a z ní nejvíce Lesní píseň. Na své první opeře pracoval v letech 1955–1957. Libreto si napsal sám; dramaturgická stavba zůstala zachována, avšak s četnými zkráceními. V sólových zpěvech a dialozích (áriích a recitativech) zůstal vesměs zachován text Lesji Ukrajinky, vlastní text skladatel sestavil jen pro ansámbly. Skladatel přitom využil přímo nebo jako vzory notové příklady pro lidový nástroj sopilku (píšťalu), které Lesja Ukrajinka sama k dramatu připojila.
Brzy po vzniku nastudovalo Lesní píseň divadlo opery a baletu ve Lvově; inscenace měla značný úspěch. Již v následující sezóně uvedlo Lesní píseň i Operní studio Kyjevské konzervatoře P. I. Čajkovského, na níž Kyrejko vyučoval; i tato inscenace měla úspěch a úryvky z ní byly v letech 1961 a 1964 nahrány rozhlasem. Roku 1966 však byly obě inscenace sňaty z repertoáru a znovu ji uvedlo až roku 1998 Operní studio Národní hudební akademie Ukrajiny Petra Čajkovského (jak se Kyjevská konzervatoř od roku 1995 nazývá). Mezitím ji však uvedli rovněž ochotníci v Záporoží.
Po stalinské době byla Lesní píseň první ukrajinskou operou, která zcela pomíjela „aktuální náměty“ v jejich prorežimním chápání. Opera má nadčasové morálně-etické téma: smysl lidského života. V ději se fantastické proplétá s reálným. Mytické bytosti jsou jednak symboly přírody a opera popisuje vztah přírody a člověka: soulad a porozumění s přírodou reprezentuje postava strýce Lva, který rozumí lesním duchům a ti rozumějí jemu, naproti tomu chladný kořistnický vztah k přírodě reprezentují Lukašova matka a žena. Vedle toho však mytické bytosti zpodobňují vlastní, potlačenou duchovní podstatu člověka, jíž si lidé nejsou vědomi a která se projeví jen uměním – zvukem Lukášovy sopilky. Filosofickým základem opery (stejně jako původního dramatu) je očividný panteismus, hrdinové z opačných světů vstupují pozáním opačné stránky své do symbolického světa vyšší moudrosti.
Hudba Lesní písně je romantická a využívá – vedle hluboce cítěných národních folklórních nápěvů a tanců – jako vzor především romantickou operu 19. století (Glinka, Dargomyžskij, Rimskij-Korsakov, Lysenko). Lidová melodičnost charakterizuje především lidské postavy, fantastické bytosti jsou charakterizovány zvláštním témbrem, chromatismy a instrumentálně založenou melodikou. Podle Sigrid Neefové „se Kyrejkovi podařilo svou féerii ne ilustrovat, ale hudebně vyprávět. Vytváří barvitý obraz lesa, zosobňuje lesní bytosti sólovými instrumentálními pasážemi. Lidé – Lukáš, jeho matka, Kylyna – se odlišují svou schopností zapojit se to této symfonie lesa.“ Kulturoložka Valentyna Antonjuková upozorňuje na blízkost intonace nejen lidové písni, ale i mluvené řeči, což dává prostor pro charakterizaci postav a zpřístupňuje interpretaci i mladým zpěvákům.
Podle Valentyny Antonjukové je Kyrejkova Lesní píseň „klasickou perlou světového kulturního dědictví“ a „i kdyby již nenapsal ani notu, toto dílo samotné by učinilo jméno skladatele věčným“.
Kyrejko se k dílům Lesji Ukrajinky vrátil ještě několikrát: na její náměty později napsal i balet Orgie a operu Bojarka.
Samotná hra Lesní píseň Lesji Ukrajinky se stala také základem pro úspěšný stejnojmenný balet z roku 1936 skladatele Mychajla Adamovyče Skoruľského (1887–1950) a roku 1961 pro balet Hermana Leontijovyče Žukovského (1913–1976). Kromě toho byla dvakrát zfilmována (1961, 1980).

## Osoby a první obsazení
| Osoba                                        | Hlasový obor | Premiéra (27. 5. 1958)    |
| -------------------------------------------- | ------------ | ------------------------- |
| Mavka, lesní žínka                           | soprán       | Nyna Ševčenko             |
| Lukaš, vesnický hoch                         | tenor        | Vjačeslav Kobržickyj      |
| Lukašova matka                               | mezzosoprán  | …                         |
| Strýček Lev                                  | bas          | Pavlo Duma                |
| Kylyna, mladá vdova, později Lukašova žena   | alt          | Zoja Holovko              |
| Lesní oheň (Perelesnyk)                      | baryton      | …                         |
| Rusalka                                      | mezzosoprán  | …                         |
| Lesní muž (Lisovyk)                          | bas          | A. Vrabeľ                 |
| Maryšče, nestvůra                            | bas          | …                         |
| Lesní rusalky a lesní duchové (sbor a balet) |              |                           |
| Dirigent:                                    | Dirigent:    | Jaroslav Antonovyč Voščak |
| Režie:                                       | Režie:       | Borys Chomyč Tjahno       |
| Výprava:                                     | Výprava:     | Fedir Fedorovyč Nirod     |

## Děj opery
Odehrává se za dávných časů na Volyni

### 1. dějství
(Jaro) Les, temný, tajemný, plný neopakovatelné krásy. Je časné jaro. Z dálky je slušet něžný zvuk sopilky, to hraje selský chlapec Lukaš. Na palouček vycházejí Mavka a Lesovyk (lesní muž). Mavka radostně naslouchá, ale Lesovyk jí radí, aby se držela daleko od lidí. Spatříce Lukáše, schovají se.
Lukaš si chce uřezat sopilku z břízky, ale Mavka ho zastavuje: Neruš, neruš, neřež, nezabíjej. Vypráví Lukašovi o svém životě v lese, o svých přátelích – stromech, květech, o družkách rusálkach.
Mavka prosí Lukaše, aby jí znovu zahrál, a jako uhranutá poslouchá melodii sopilky. Srdce junáka usedá od neznámého citu. Musí však odejít, protože jej volá strýc.
Zjevuje se lesní oheň Perelesnyk a chce odvést Mavku s sebou do sivých hor: tam sestry rusalky tančí chorovody, tam on, Perelesnyk, chystá pro Mavku lesní korunu. Mavka se směje a utíká.
Vrácí se Lukaš a strýc Lev. Chlapec vypráví o lesní dívce a ptá se, zda se jí má bát nebo ne. Strýc Lev odpovídá, že ani lesů, ani jeho obyvatel není třeba se bát: oni nemají duše, ale srdce dobrá.
Nastane noc a v lese, kde je slyšet tajemné hlasy, kde všechno vyhrává pod měsičním světlem, se znovu setkávají Lukaš a Mavka. Padla na ně láska. Nevšímají si zlé Rusalky, která nakazuje Poterčatům (nekřtěňátkům), aby Lukáše zavedly v bažinu. Mavka zachrání svého milého.
Okolo se les plní hlasy, nebe znovu ožívá.

### 2. dějství
(Léto) (1. obraz) Pozdní léto, týž les na Volyni, ale zde již stojí chata, kde žijí Lukaš, jeho matka a strýc Lev. Je tu i Mavka. Ta poslouchá hru Lukáša, ale matka je velmi nespokojená a vším je podle ní vinna lesní žínka. Její syn lenoší a namísto práce jenom hraje na sopilku. Taková nevěsta jí není vhod. Ve vsi žije švarná vdovička Kylyna – takovou choť by Lukaš potřeboval. Mavka hovoří se svým milým a zjišťuje, že Lukaš je na ni nepříjemný; jeho matka zatím přivádí do dvora Kylynu. Aby se zalíbila Lukašově matce, vdova se hbitě dává do práce. Lukaš se jí jme pomáhat, Mavka prchá do lesa.
(2. obraz) Na lesním palouku se scházejí rusalky a lesní duchové,přilétá Prylesnyk, lesní oheň. Sem přichází zasmušilá Mavka. Cítí výčitky, že zradila lesní obyčeje, když se zamilovala do člověka. Aby dívku rozveselil, Lesovyk začíná slavnost lesa a Mavka se má stát jeho carevnou. Víla se snaží být veselou, ale síly ji opouštějí.
Náhle se zjevuje „Ten, kdo sedí ve skále“, strašné Maryšče, a vleče Mavku s sebou v daleký kraj, v říši smrti. Mavka se brání: ne, ona není mrtvá, ona bude žít věčně, tak jako žije její srdce s nesmrtelným citem. Ona věří, že se k ní Lukaš vrátí. Už slyší kroky, to je on!
Ano, je to Lukaš, ale ne sám; jde s Kalynou a zítra mají svatbu. Mavka si zoufá, prosí Maryšče, aby ji dalo zapomenutí a pokoj smrti.

### 3. dějství
(Podzim) Minulo léto, nastal pozdní podzim. Strýček Lev už není mezi živými. Ani Lukášovi s Kylynou se nevede dobře. Kylyna se vadí s manželem i s tchyní, opustila ji její veselost a pracovitost. Lukaš teď tím spíše bloudí lesem jako divá zvěř.
Mavka se mezitím vymanila z vlády Maryšče. Dále miluje Lukaše a chce jej zachránit. Kalyna, znovu se pohádavši s tchyní, vychází z chalupy a uvidí Mavku. Zmocní se jí výčitky, ale proklíná lesní dívku a ta se promění v suchou plačící vrbu.
Z lesa vychází zbědovaný Lukaš. Matka si stěžuje na snachu a Lukaš jí odpovídá: Kdo je tím asi vinen, Vy jste ji sama chtěla. Z chalupy vybíhá Kylynin syn; vyrobil si z vrby sopilku a prosí Lukaše, aby na ni zahrál. Lukaš přikládá sopilku ke rtům a ta začíná zpívat hlasem Mavky.
Kylyna přikazuje manželovi, aby vrbu skácel, ale Lukašovi klesá ruka. Tehdy Kylyna bere sekeru a sama se ji chystá zatnou do vrby. Náhle v ohnivém vichru přilétá Perelesnyk: vrba a od ní i chalupa chytají plamen. Matka a Kylyna sbírají děti a odcházejí do vesnice. Lukaš zůstává na místě.
(Zima) Nastala zima, bílý koberec zakryl spáleniště. Okolo něj bloudí Lukáš, pomatený na rozumu. Snaží se najít cestičku ke svému štěstí. Spatří stín Mavky a slyší její přání, aby zahrál na sopilku. Lukaš hraje a vše kolem se mění: je znovu jaro, zpívají ptáci, Mavka se náhle objevuje ve staré kráse s nádherným věncem. Lukaš se k ní přivine s pocitem plného štěstí. Vítr strhává ze stromů bílé květy, které se mění ve sníh. Ten zasypává a přikrývá Lukaše, který se sedí se sopilkou, opíraje se o břízku. Oči má zavřené a na ústech mu hraje šťastný úsměv.